# Mieke Blankers-Kasbergen
Maria Theresia Josina (Mieke) Blankers-Kasbergen (Oudewater, 28 februari 1950) is een Nederlands politicus van het CDA. Van september 2007 tot december 2017 was zij burgemeester van de gemeente Ouder-Amstel.

## Loopbaan
Ze was van 1999 tot 2006 wethouder in Haarlemmermeer met onder andere verkeer en vervoer in haar portefeuille. Vervolgens werd ze daar gemeenteraadslid en daarnaast was ze vanaf januari 2007 voorzitter van de Gebiedscommissie Investeringsbudget Landelijk Gebied (ILG) voor de regio Zuid-West/Rijnland provincie Noord-Holland. Ook was ze fractievoorzitter van het CDA in de Regioraad Stadsregio Amsterdam (voorheen Regionaal Orgaan Amsterdam; ROA).
Van september 2007 tot december 2017 was Blankers burgemeester van Ouder-Amstel waar ze indirect Jaap Nawijn opvolgde die burgemeester van Heemskerk werd. Ze heeft per 15 december 2017 om eervol ontslag verzocht. Op 19 december 2017 heeft Joyce Langenacker haar opgevolgd.